# Isamaa
Isamaa (traduzido do estoniano: "Pátria") é um partido político conservador, liberalista e nacionalista cívico da Estônia. Foi fundado em 4 de junho de 2006 pela fusão de dois partidos conservadores, a União Pró-Pátria e o Partido Res Publica. Atualmente, é membro do Partido Popular Europeu.

## História

### Antes da fundação
Antes da fusão, houve uma massiva queda no apoio público ao Res Publica depois que o governo liderado por Juhan Parts foi forçado a renunciar, e a União Pró-Pátria também foi relativamente marginalizada após a queda de sua própria coalizão governamental. Também havia preocupação entre os conservadores sobre a divisão do voto entre dois partidos com ideologias muito semelhantes e a impossibilidade de se opor a um eleitorado de esquerda muito mais coeso, que estava principalmente apoiado no Partido do Centro. Em 4 de abril de 2006, representantes da União Pró-Pátria e do Res Publica decidiram fundí-los, o que ocorreu oficialmente em 4 de junho de 2006. O partido resultante da fusão consistia em dois conselhos separados e dois líderes partidários, que foram substituídos por um único conselho e líder em maio de 2007. O candidato a primeiro-ministro do partido era Mart Laar, que se tornou seu presidente.
Apesar do nome "Pela Estônia" (em estoniano: Eesti Eest) ter sido considerado para o partido recém-formado, este foi rejeitado, e o nome provisório "União Pró-Pátria e Res Publica" (em estoniano: Erakond Isamaa ja Res Publica Liit, IRL) foi usado até que o nome atual fosse adotado em 2018.

### 2015–2021
Nas eleições parlamentares de 2015, o IRL perdeu 9 assentos e conseguiu manter 14. Juntou-se ao Partido Reformista e ao Partido Social-Democrata para formar o governo sob Taavi Rõivas. Como o partido foi o maior perdedor nas eleições, Urmas Reinsalu anunciou que renunciaria ao cargo de presidente do mesmo após o congresso partidário de junho de 2015. Em 6 de junho de 2015, ele foi substituído por Margus Tsahkna.
Em 7 de novembro de 2016, o Partido Social-Democrata e o IRL anunciaram o pedido de renúncia do primeiro-ministro Taavi Rõivas e sua negociação para formar um novo governo maioritário. Nos seguintes diálogos, o Partido do Centro, o Partido Social-Democrata e o IRL formaram uma nova coalizão liderada pelo presidente do Partido do Centro, Jüri Ratas. A nova coalizão foi empossada em 23 de novembro. Em abril de 2017, Tsahkna anunciou que não disputaria a reeleição para presidente. Ele foi seguido por Helir-Valdor Seeder em 13 de maio de 2017. Em 26 de junho de 2017, Tsahkna e o Marko Mihkelson anunciaram que estavam deixando o partido, reduzindo a quantidade de parlamentares do IRL para 12.
Após a eleição parlamentar de 2019, o Isamaa juntou-se ao governo com o Partido do Centro e o Partido Popular Conservador da Estônia. Este governo entrou em colapso em janeiro de 2021, quando Jüri Ratas renunciou ao cargo de primeiro-ministro.

## Resultados eleitorais

### Eleições parlamentares
| Data | Cl. | Votos   | %     | Deputados | +/- | Governo              |
| ---- | --- | ------- | ----- | --------- | --- | -------------------- |
| 2007 | 3.º | 98.347  | 17,9% | 19 / 101  | 19  | Coalizão             |
| 2011 | 3.º | 118.023 | 20,5% | 23 / 101  | 4   | Coalizão (2011-2014) |
| 2011 | 3.º | 118.023 | 20,5% | 23 / 101  | 4   | Oposição (2014-2015) |
| 2015 | 4.º | 78.699  | 13,7% | 14 / 101  | 9   | Coalizão             |
| 2019 | 4.º | 64.219  | 11,4% | 12 / 101  | 2   | Coalizão (2019-2021) |
| 2019 | 4.º | 64.219  | 11,4% | 12 / 101  | 2   | Oposição (2021-2022) |
| 2019 | 4.º | 64.219  | 11,4% | 12 / 101  | 2   | Coalizão (2022-2023) |
| 2023 | 6.º | 50.118  | 8,21% | 8 / 101   | 4   | Oposição             |

### Eleições europeias
| Data | Votos  | %     | Assentos | +/- |
| ---- | ------ | ----- | -------- | --- |
| 2009 | 48.492 | 12,2% | 1 / 6    | 1   |
| 2014 | 45.765 | 13,9% | 1 / 6    | 0   |
| 2019 | 34.189 | 10,3% | 1 / 7    | 0   |